# Güepsa
Güepsa es un municipio de Colombia, perteneciente a la provincia de Vélez en el departamento de Santander. Limita al norte con los municipios de San Benito, y Chipatá, al este con San José de Pare (Boyacá), con el río Suárez al medio, al oeste con Chipatá y Vélez y al sur con Barbosa, y se ubica a 204 km de Bucaramanga, capital del departamento. Su territorio, de aproximadamente 3.254,5 hectáreas, está dividido política y administrativamente en 7 sectores rurales, llamados veredas, y la cabecera municipal que ocupa un área de terreno de 54.24 hectáreas.

## Geografía
Se destaca en el municipio la cobertura vegetal de sistemas agroforestales, cultivos permanentes y semipermanentes, con grandes extensiones de caña panelera, y pequeñas manchas de café, cítricos, guayaba y plátano y algunos cultivos transitorios como maíz y yuca.
El ecosistema estratégico más importante corresponde al sector que atraviesa el río Suárez, que configura el límite de este municipio con la población de San José de Pare (Boyacá). El río es utilizado por la población para múltiples actividades, tales como pesca, riegos y vertimiento de residuos,  entre otros.
La Cuenca del Suárez constituye el sistema ecológico (agroecológico) de mayor intervención e importancia en la provincia, dentro del cual están los municipios de Barbosa, San Benito, Aguada, más de la mitad del territorio de Vélez⁣⁣ y Puente Nacional.

### Posición geográfica
- 6° 02’ latitud Norte
- 73° 35’ de longitud al oeste
- 1540 m de altura
- extensión de 3.308,74 hectáreas (33,08 km²).

## Demografía
De acuerdo al DANE (Departamento Administrativo de Estadística) la población proyectada para el año 2025 es de 5.441 habitantes, de los cuales 3478 habitan en la cabecera municipal y el resto en la zona rural y centros poblados.

## Economía
La actividad económica principal de este municipio se centra en el sector primario⁣⁣; es economía tradicional especialmente dirigida al cultivo de la caña panelera, y la cual ejerce elevada presión socioeconómica sobre los recursos naturales por ser ésta una región de minifundistas o pequeña propiedad.
De acuerdo a informaciones registradas por el despacho municipal, aproximadamente 2350 hectáreas están sembradas en caña, 30 en café, 45 en maíz, 5 en yuca y 5 en frijol; la economía gira alrededor de la panela con rendimientos por hectárea de caña cultivada de 10 a 14 toneladas, café 1,5 toneladas, maíz 1 tonelada, yuca 3 toneladas, frijol 1 tonelada por hectárea respectivamente.
No existe una actividad pecuaria propiamente dicha; esta se limita a la tenencia de máximo una vaca y un ternero, los cuales se alimentan con ración de palma de caña, melaza y un pequeño lote en grama para que anden. Son muy contados los que tienen pasto de corte o un sistema de pastoreo eficiente, la mayoría tiene entre 10 y 15 gallinas, algunos tienen 1 o 2 cerdos que los llevan al mercado local; explotaciones de cerdos donde se lleva a cabo cría, ceba y levante o ventas de lechones.
La actividad comercial y de servicios del municipio de Güepsa se ha concentrado en el área urbana, dada su ubicación geográfica y convergencia de las vías desde las diferentes veredas a la cabecera.

## Vías de comunicación
El área urbana municipal comunica directamente con los municipios vecinos de Barbosa, San José de Pare y Santana. El acceso principal a la cabecera municipal se realiza por la vía nacional, la cual conecta sobre la calle 4ª. Hacia Barbosa existe una vía pavimentada en asfalto de aproximadamente 2 km de recorrido, lo mismo que otra que se dirige hacia Bucaramanga, en límites con el municipio vecino de San José Pare, por una vía destapada de 1,3 km de extensión aproximadamente.
Se destacan otras vías como la vía Güepsa – Vélez, Güepsa – San Benito, la conocida con el nombre de Central Antigua a San Benito (con ramal a San José de Suaita) y la vía Güepsa – Chipatá.

## Turismo
Güepsa está definido como uno de los cuatro Corredores de Turismo y de Desarrollo Andino, identificado como el Nodo Barbosa y Vélez. La subregión está conformada por los municipios de:
Barbosa, San Benito, Aguada, La Paz, Chipata, Vélez, Puente Nacional en Santander, y San José de Pare, Santana y Moniquirá en el departamento de Boyacá.
Es bordeada por la quebrada El Ropero, que posee lugares mágicos como lo son las "pailas", que tienen un poder revitalizador.
También se ha convertido en un lugar atractivo para las producciones cinematográficas, de la mano con el director de cine Iván Gaona y la productora La Banda del Carro Rojo, con realizaciones como El Tiple, Pariente, entre otras que han llegado a cines internacionales y, además, se han emitido en televisión nacional por Señal Colombia y Canal TRO.
Es uno de los lugares en el que se puede conocer todo el proceso de producción de panela o panelón, en eventos como el Festival de la Caña. Dentro de los trapiches se realiza el proceso de empaque y cargue de panela para su posterior comercialización.